# Primula sonchifolia
Primula sonchifolia är en viveväxtart. Primula sonchifolia ingår i släktet vivor, och familjen viveväxter.

## Underarter
Arten delas in i följande underarter:
- P. s. emeiensis
- P. s. sonchifolia